# Papoušek Alexandřin
Papoušek Alexandřin (Polytelis alexandrae) je papoušek z čeledi Psittaculidae. Spolu s papouškem kouřovým a papouškem nádherným patří do rodu Polytelis. Byl pojmenován podle princezny Alexandry Dánské.

## Vzhled

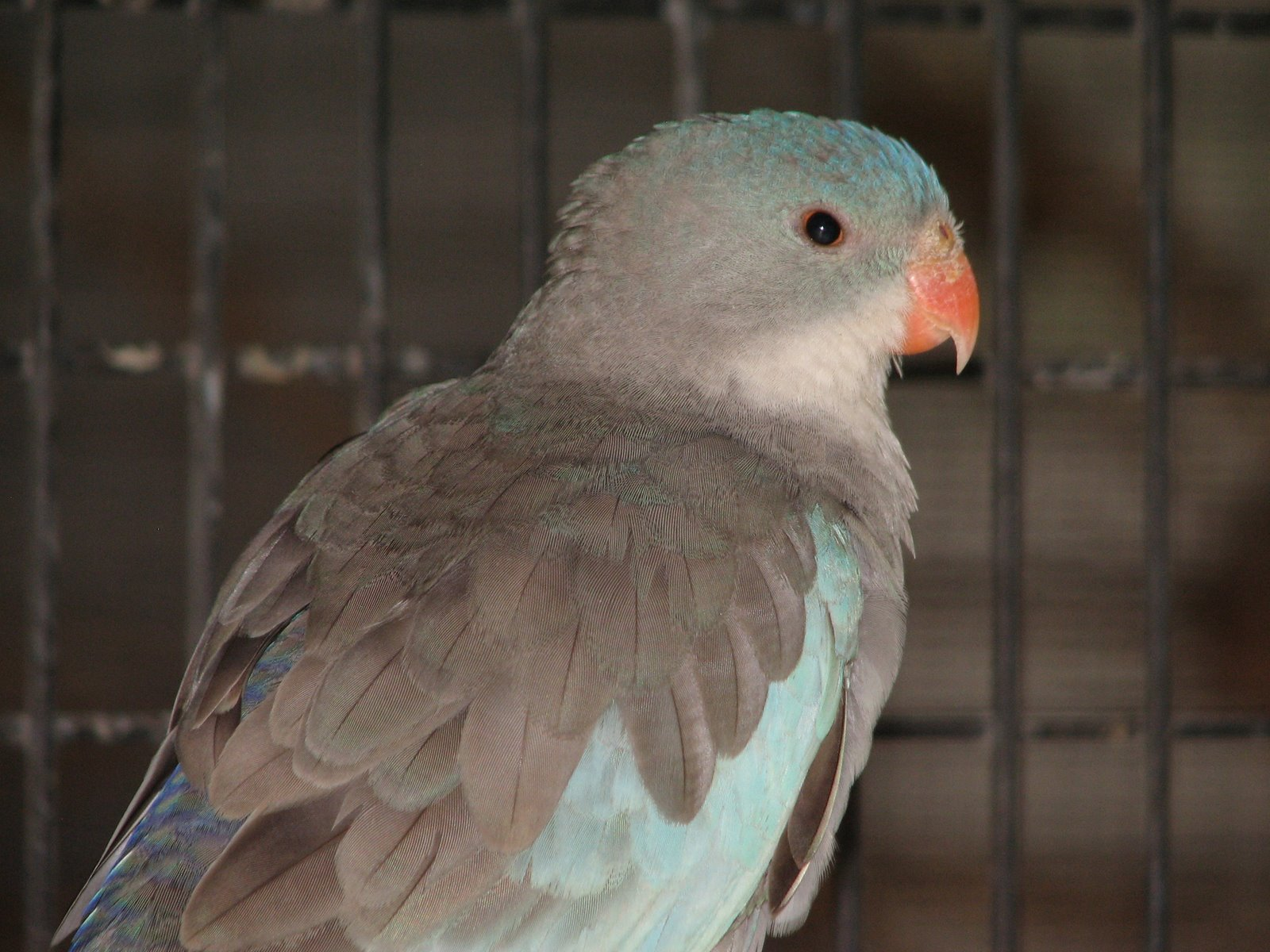
Modrá mutace papouška Alexandřina

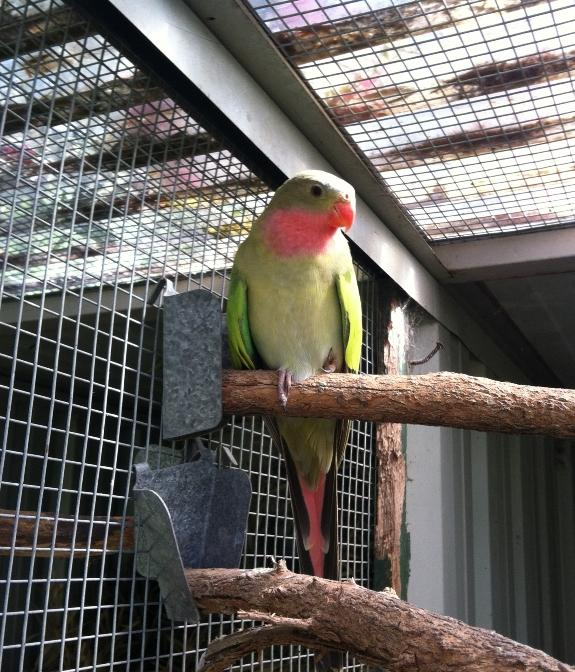
Papoušek Alexandřin v zajetí

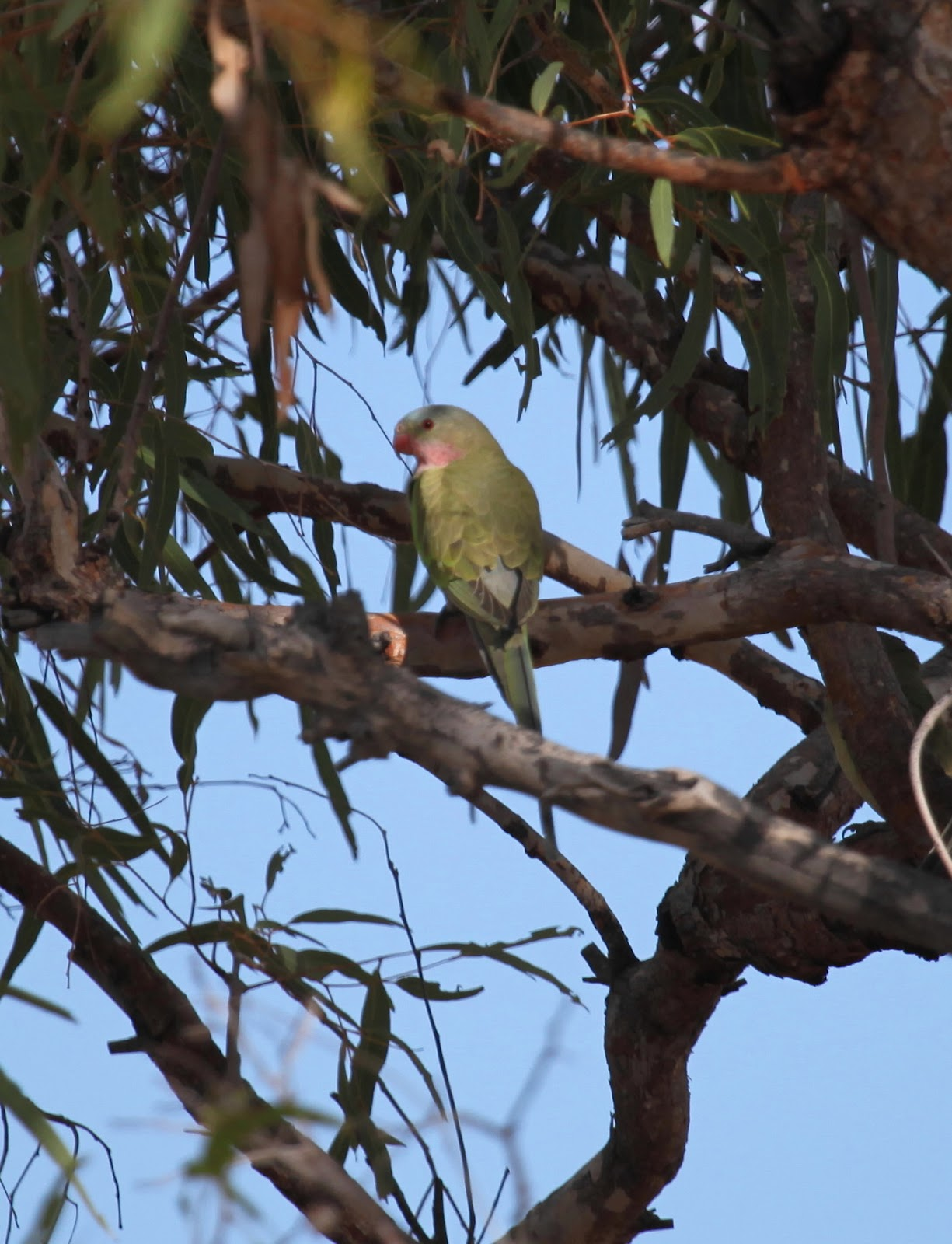
Papoušek Alexandřin ve volné přírodě

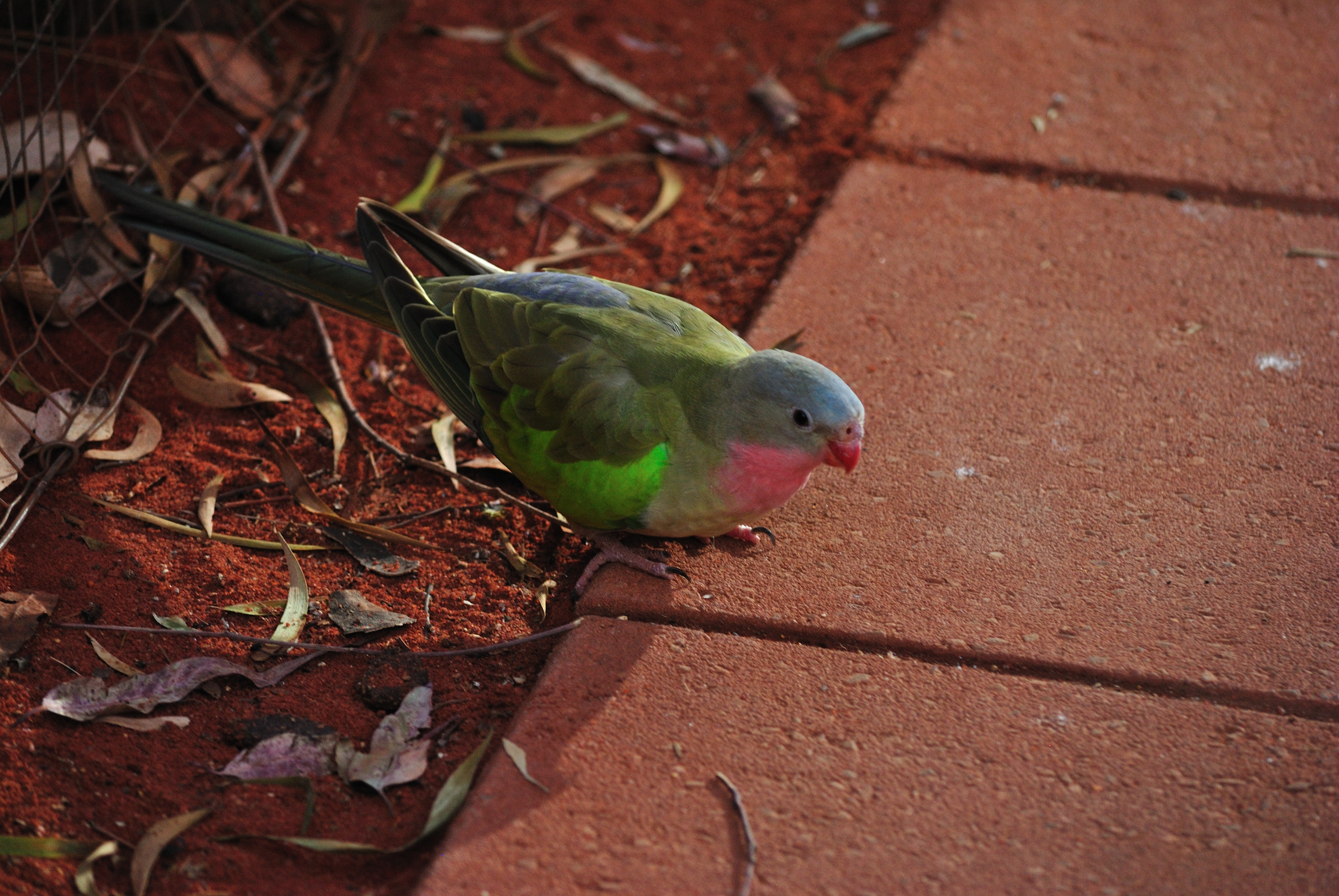
Papoušek Alexandřin

Papoušek Alexandřin je středně velký papoušek, dosahující výšky 34 až 46 cm a vážící 110 až 120 g. Je pestře zbarven: na temenu hlavy má šedomodré peří, na břiše šedozelené, na zádech tmavě modré, pod zobákem růžové, na horní části křídel olivově zelené, na letkách střídavě světle zelené (až žluté) a modré peří, na stehnech namodralé peří a na ocase střídavě červené, modré a zelené peří. Běháky jsou šedé nebo růžové s černými drápy, zobák výrazně červený (u samic matněji zbarvený) a v oku je viditelná výrazná červená duhovka (u samic hnědá). Samci mají delší ocas a výraznější zbarvení než samice.

## Rozšíření
Papoušek Alexandřin žije na území střední a jihozápadní Austrálie a nevyskytuje se příliš často. Jeho populace ve volné přírodě je mezinárodní organizací BirdLife International odhadována na 7 500 jedinců, z nichž je pět tisíc pohlavně vyspělých. Žije v suchých lesích a v křoví, obzvláště tvořených hrotnokřídleci (Triodia), blahovičníky a akáciemi. Živí se semeny z křovin a trav.

## Rozmnožování
Samice hnízdí většinou v dutinách blahovičníku či akácie, kam obvykle snese čtyři až šest bílých vajec, na kterých sedí 19 dní, než se vylíhnou mláďata. Ta hnízdo opouštějí přibližně 35 dní po vylíhnutí.

## Chov
Navzdory nízkému počtu volně žijících papoušků Alexandřiných se v chovech vyskytují běžně. Existuje několik barevných mutací, z nichž nejběžnější jsou Lutino (žlutá s růžovým temenem a prostorem pod zobákem), modrá (šedomodré zbarvení se světle modrými křídly, přičemž prostor pod zobákem není růžový, ale bílý) a Albino (bílé zbarvení vzniklé zkřížením mutace Lutino a modré mutace). V Česku byl poprvé odchován v roce 1971, k významnému rozšíření mezi chovatele došlo v roce 1974, v 80. letech 20. století začaly být v Česku odchovávány i barevné mutace. V zajetí se podařilo papouška Alexandřina zkřížit s jinými druhy papoušků, jako například papouškem amboinským nebo papouškem červenokřídlým. V Česku jej nechová žádná zoologická zahrada.
Papoušci mohou v zajetí vydávat hlasité zvuky. Nemají příliš rozšířené schopnosti napodobovat zvuky, i tak se ale někteří jedinci jsou schopni naučit mluvit. 